# ジェームズ・フランシス・スティーブンス

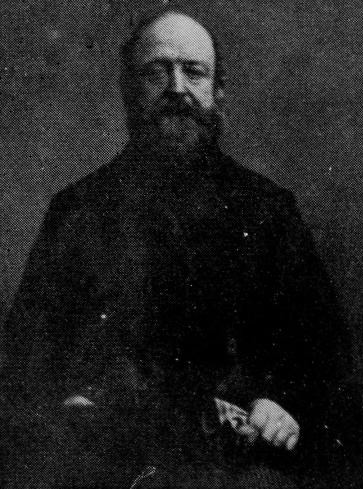
ジェームズ・フランシス・スティーブンス

ジェームズ・フランシス・スティーブンス（James Francis Stephens、1792年9月16日 - 1852年12月22日）はイギリスの昆虫学者、博物学者である。12巻の『イギリス昆虫図鑑』("Illustrations of British Entomology":1846)や『イギリスの甲虫の手引』("Manual of British Beetles":1839)の著者として知られる。

## 略歴
ウェスト・サセックスの海岸の町、ショアハム＝バイ＝シー(Shoreham-by-Sea)に海軍士官の息子に生まれた。海軍の有力者の叔父の恩恵を受けて海軍の事務職員として1807年から1845年まで働いた。
学生時代から自然科学に関心を持ち、1808年にはイギリス動物の目録を作った。1815年にはロンドン・リンネ協会のフェローに選ばれ、1826年にはロンドン動物学会のフェローに選れた。1815年から1825年の間は鳥類学の分野で貢献し、大英博物館（ロンドン自然史博物館）の学芸員、ジョージ・ショーの著作に貢献した。1818年から大英博物館の学芸員、ウィリアム・エルフォード・リーチの助手として博物館の昆虫の整理のために、仕事を離れることを承認されていたが、後に海軍の上司と問題が起こり、海軍を退職した。その後は無給で博物館で働いた。イギリスの2800の昆虫の種を記載した。
1833年に設立されたロンドン昆虫学会（Entomological Society of London、後に王立昆虫学会、Royal Entomological Societyになる）の設立者となった。
スティーブンスの昆虫標本は没後、大英博物館が購入し、スティーブンスの昆虫学の文献はヘンリー・ステイントン(Henry Tibbats Stainton)が購入し、昆虫学者に公開した。これらの文献の目録はステイントンによって、Bibliotheca Stephensiana (1853)として出版された。

## 他の博物学者との逸話
スコットランドの博物学者、ジェームズ・レニー(James Rennie）とは、著書の図版の盗用をめぐって裁判となり、訴訟費用で出版から得られた利益を失った。『イギリス昆虫図鑑』は同時代の昆虫学者、ジョン・カーティスの著書、"British Entomology" (1824–1839)と競合することとなった。イギリスの昆虫の名前、分類などをめぐり、2人は30年間に渡って激しく対立した。
チャールズ・ダーウィンは学生時代、昆虫の収集を熱心に行い、標本をスティーブンスに送り、『イギリス昆虫図鑑』に'captured by C. Darwin, Esq.'(ダーウィン殿が捕獲)などの記述とともに掲載されたことをひどくうれしかったことがダーウィンの自伝に記されている。

## 著書の図版
"Illustrations of British entomology; or a synopsis of indigenous insects" の図版

## 著作
- Nomenclature of British Insects: Being a Compendious List of Such Species. 1829.
- General Zoology, or systematic natural history. 1800-26: ジョージ・ショーの没後、16巻のうち9巻から16巻を編集
- A systematic Catalogue of British insects: being an attempt to arrange all the hitherto discovered indigenous insects in accordance with their natural affinities. Containing also the references to every English writer on entomology, and to the principal foreign authors. With all the published British genera to the present time. 1829.
- Illustrations of British Entomology; or, a synopsis of indigenous insects, containing their generic and specific distinctions; with an account of their metamorphoses, times of appearance, localities, food, and economy, as far as practicable. 10 Bände, 1828–1846. Online.
- A Manual of British Beetles. 1839.